# 72h...Y Valencia fue la ciudad
72h... Y Valencia fue la ciudad és un documental dirigit per Òscar Monton i Juan Carlos Garcia, que narra com el fenomen que va situar la ciutat de València en l'avantguarda musical de la dècada del 1980 va esdevenir la mediàtica Ruta del Bakalao. L'origen del projecte són les imatges que durant l'època d'eclosió de la nit valenciana va gravar la productora Texas Rangers Producciones a les discoteques més populars, com Barraca, Chocolate, Espiral, Spook Factory, Puzzle, The Face, ACTV i NOD, entre d'altres. Es tracta d'escenes que mostren l'altra cara del fenomen, allunyada del record de les drogues i el perill a les carreteres. El film recull imatges inèdites gravades en aquestes discoteques per a «fer un homenatge a la nit valenciana» i acabar amb el tòpic de «marginalitat que se li ha adjudicat».
Després d'estrenar el documental, es va treure un DVD acompanyat d'un doble CD recopilatori editat per Blanco y Negro Music amb la banda sonora d'aquells anys, a través de les cançons de gairebé una trentena d'artistes i grups de l'època com The Waterboys, Alien Sex Fiend, Xymox, Front 242, The Fuzztones, Megabeat, Chimo Bayo, Interfront o Nitzer Ebb, arribant a el número 1 de vendes a l'FNAC.
El títol fa referència al temps que els aficionats a la música electrònica podien passar sense descans per les famoses discoteques valencianes dels anys 1980 i 1990. El guió de documental va ser finalista als festivals DocsBarcelona, In-edit i a la Mostra de València 2007.

## Argument
72h... Y Valencia fue la ciudad abasta des de l'origen del fenomen vinculat al món artístic fins a la seva desaparició, passant per la seva influència fora del País Valencià, sense oblidar altres aspectes importants com l'alarma social que va crear a causa de l'ús de drogues lúdiques, els horaris o el perill de les carreteres. Es tracta d'un document únic, pel material d'arxiu videogràfic utilitzat i per estar ple de matisos.
Es tracta d'un homenatge a tothom que va viure, va gaudir i va fer possible aquells meravellosos anys. A la vegada que serveix per apropar i informar les noves generacions del sentit de la Ruta Destroy.